# Cantó de Noisy-le-Sec
El cantó de Noisy-le-Sec és un antic cantó francès del departament de Sena Saint-Denis, que estava situat al districte de Bobigny. Comptava amb el municipi de Noisy-le-Sec.
Al 2015 va desaparèixer i el seu territori va passar a formar part del nou cantó de Bobigny.

## Municipis
- Noisy-le-Sec

## Història
| Data d'elecció                           | Identitat       | Partit | Qualitat |
| ---------------------------------------- | --------------- | ------ | -------- |
| 1967-1973                                | Gilbert Lacroix | PCF    |          |
| 1973-2001                                | Jean-Louis Mons | PCF    |          |
| 2001-                                    | Gilles Garnier  | PCF    |          |
| les dades anteriors no són pas conegudes |                 |        |          |
|                                          |                 |        |          |

## Demografia
| A partir de 1990: Població sense dobles comptes |